# تنگ چوگان علیا کشکولی
تنگ چوگان علیا کشکولی، روستایی از توابع بخش مرکزی شهرستان کازرون در استان فارس ایران است.

## جمعیت
این روستا در دهستان شاپور قرار دارد و براساس سرشماری مرکز آمار ایران در سال ۱۳۸۵، جمعیت آن ۳۲۶ نفر (۷۹خانوار) بوده‌است.